# Govce
Govce este o localitate din comuna Laško, Slovenia, cu o populație de 11 locuitori.